# نيلمار

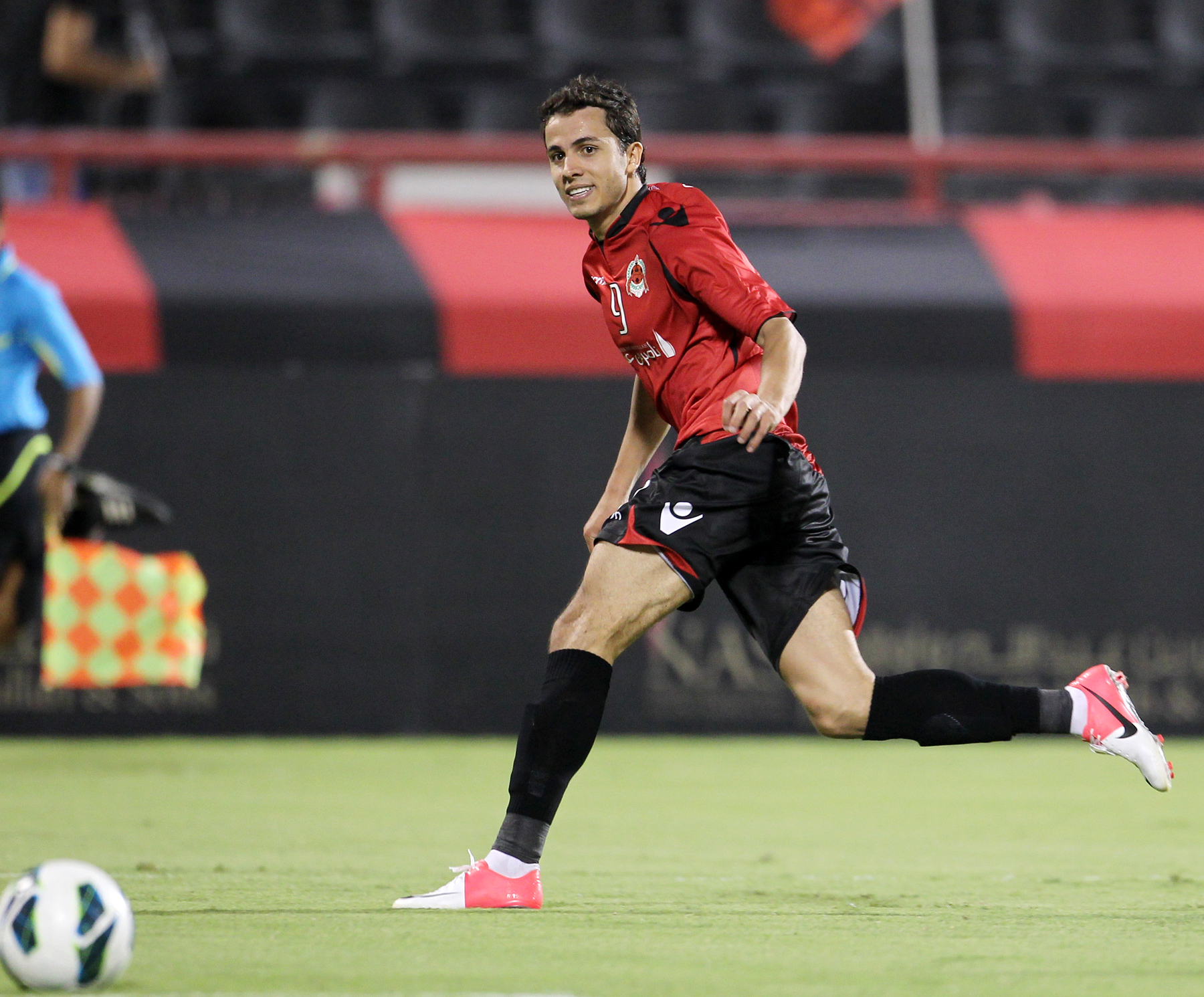

نيلمار هونوراتو دا سيلفا (بالبرتغالية: Nilmar‏) الشهير باسم نيلمار (ولد 14 يوليو 1984 في بانديرانتيس) لاعب كرة قدم سابق برازيلي كان يجيد اللعب في مركز المهاجم. آخر نادٍ لعب لصالحه كان نادي سانتوس البرازيلي ومن قبله نادي النصر الإماراتي في دوري المحترفين. لعب مع منتخب البرازيل بين 2003-2011.

## المسيرة الرياضية مع الأندية
بدأ نيلمار مسيرته الرياضية في نادي انترناسيونال ناشئا سنة 1999 وصعد إلى الفريق الأول في سنة 2002 ثم وافق على الانتقال إلى نادي ليون الفرنسي مقابل 5 ملايين جنيه إسترليني من أجل الحلول مكان مواطنه إلبر جيوفاني المصاب . تم ادراج بند في العقد ينص على إعارة نيلمار إلى نادي إنترناسيونال مجددا لو استعاد إلبر لياقته البدنية .
في أول مباراة رسمية استطاع نيلمار لفت انتباه الجميع لمستواه الكبير بتسجيل هدفين في مرمى نادي رين على الرغم من دخوله أرضية الملعب بديلا ولكنه خيب توقعات الجميع حيث لم يسجل أي هدف بقية الموسم ولكنه كان من اللاعبين الذين ساهموا في تحقيق بطولة دوري الدرجة الأولى للموسم الرابع على التوالي . عندما قرر نادي ليون التعاقد مع المهاجم البرازيلي فريد تشافيز قرر في الوقت نفسه إعارة نيلمار إلى نادي كورنثيانز بسبب اكتمال قائمته من اللاعبين الأجانب وتواجد 4 مهاجمين على مستوى عال وهم سيدني غوفو ، فريد تشافيز، سيلفان ويلتورد ، وميلان باروش .
في أول مباراة رسمية مع نادي كورنثيانز سجل نيلمار هدف في مرمى نادي ساو باولو واستطاع أن يكتسب حب المشجعين لمستواه الباهر في ذلك الموسم والذي ساهم فيه بالفوزه ببطولة دوري الدرجة الأولى سنة 2005 . مهارة السرعة وتخطي المدافعين جعلته يتم اختياره لأفضل فريق برازيلي لبطولة دوري الدرجة الأولى لسنة 2005 . في السنة التالية توج نيلمار هدافا برصيد 18 هدف لبطولة باوليستا التحضيرية في بداية بطولة دوري الدرجة الأولى .
في 17 أغسطس 2007 قررت محكمة التوظيف إلغاء عقد نيلمار لأن نادي كورنثيانز أصبح مدين لصالح نيلمار بمبلغ 2 مليون يورو وبالتالي أصبح نيلمار حرا في التوقيع لصالح أي نادي مجانا بينما يبقى على نادي كورنثيانز دفع مبلغ 8 ملايين يورو المبلغ المتبقي عليه لصالح نادي ليون في الصفقة التي تمت بين الناديين في سنة 2005 .
في الشهر التالي عاد نيلمار إلى نادي إنترناسيونال على الرغم من اهتمام العديد من الأندية البرازيلية والأوروبية الكبيرة في التعاقد معه . شارك في أول مباراة رسمية أمام نادي فاسكو دا جاما في 4 نوفمبر 2007 وانتهت بالخسارة 1-2 .
على الرغم من الإصابات التي حدثت له استطاع تسجيل 7 أهداف مما جعله أحد أهم اللاعبين في النادي . خلال صيف سنة 2008 رغب نادي باليرمو الإيطالي في التعاقد معه مقابل 15 مليون يورو ولكن نادي إنترناسيونال رفض العرض .

## المسيرة الرياضية مع المنتخبات
بدأ نيلمار مسيرته مع المنتخبات البرازيلية بالمشاركة في بطولة كأس العالم لكرة القدم للشباب تحت 20 سنة التي أقيمت في الإمارات سنة 2003 واستطاع أن يساهم في تتويج منتخب بلاده بطلا بعدما تغلب في المباراة النهائية على منتخب إسبانيا 1-0 . شارك نيلمار مع منتخب البرازيل في 5 مباريات دولية . أول مباراة دولية كانت أمام منتخب المكسيك في بطولة الكأس الذهبية في 13 يوليو 2003 بينما هدفه الدولي الأول كان في مرمى منتخب هاييتي في 18 أغسطس 2004 . قرر مدرب منتخب البرازيل كارلوس دونغا استدعاء نيلمار للحلول مكان زميله في النادي رافاييل سوبيس في المباراتين التين سيلعبهما منتخب البرازيل أمام منتخبي تشيلي وبوليفيا ضمن تصفيات كأس العالم لكرة القدم 2010 التي ستقام في جنوب أفريقيا . لم يستطع نيلمار كسب ثقة دونغا وبالتالي لم يشارك سوى بديلا عن رونالدينهو في المباراة الثانية أمام منتخب بوليفيا والتي انتهت بالتعادل 0-0 .

## روابط خارجية
- نيلمار على موقع الاتحاد الدولي (مؤرشف)  (الإنجليزية)
- نيلمار على موقع رابطة كرة القدم الفرنسية للمحترفين (الإنجليزية)
- نيلمار على موقع إي إس بي إن إف سي (الإنجليزية)
- نيلمار على موقع قاعدة بيانات كرة القدم.إي يو (الإنجليزية)
- نيلمار على موقع ليكيب (الفرنسية)
- نيلمار على موقع ناشيونال فوتبول تيمز (الإنجليزية)
- نيلمار على موقع Soccerway.com (الإنجليزية)
- نيلمار على موقع عالم كرة القدم.نت (الإنجليزية)
- نيلمار على موقع كووورة
- نيلمار على موقع AS.com (الإسبانية)